# 킨조 케이
킨조 케이( 金城 慶, 1994년 8월 16일 ~ )는 일본의 성우로, 오키나와현 출신다.